# Hovden (Setesdal)

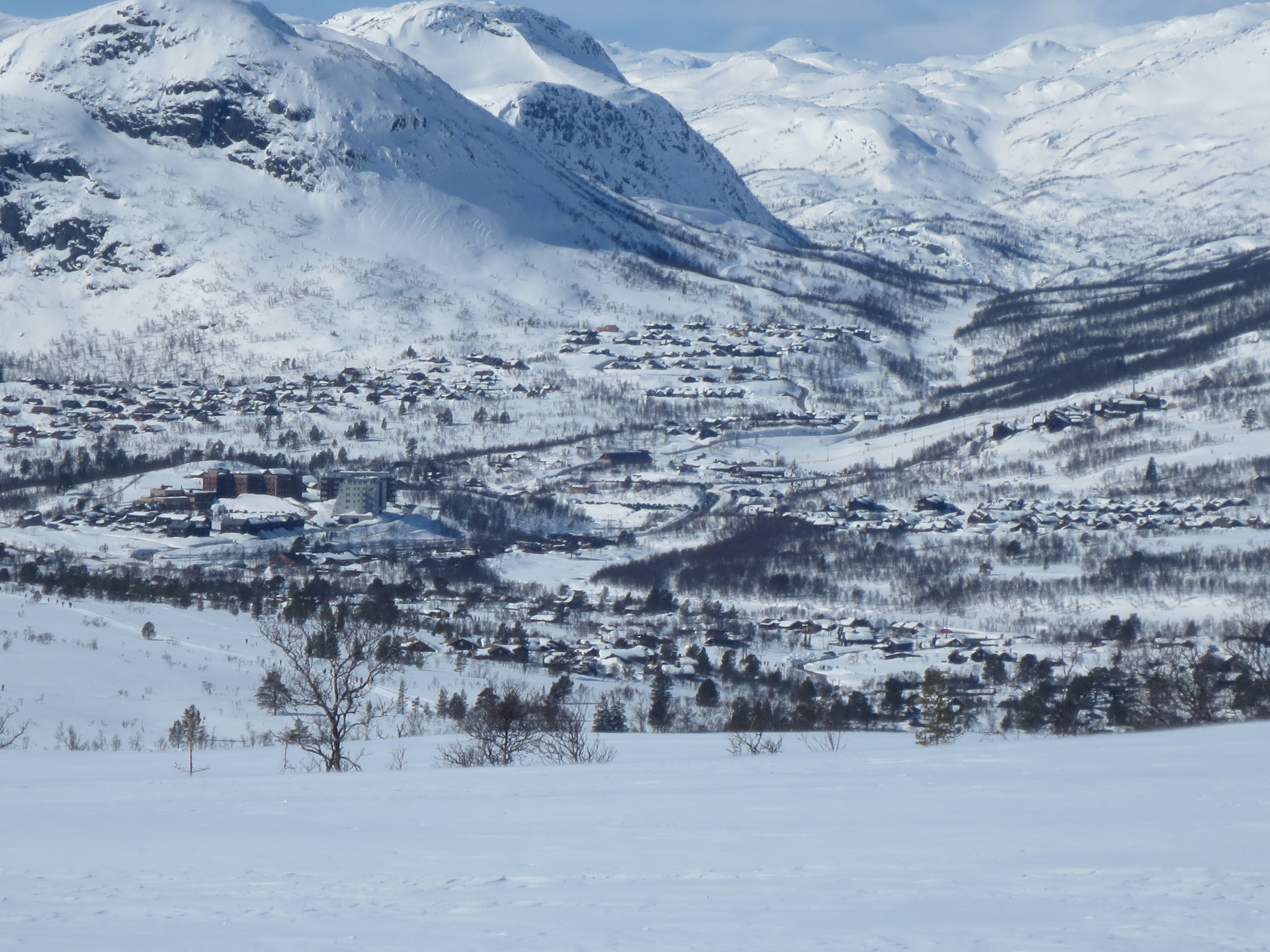
Winter in Hovden

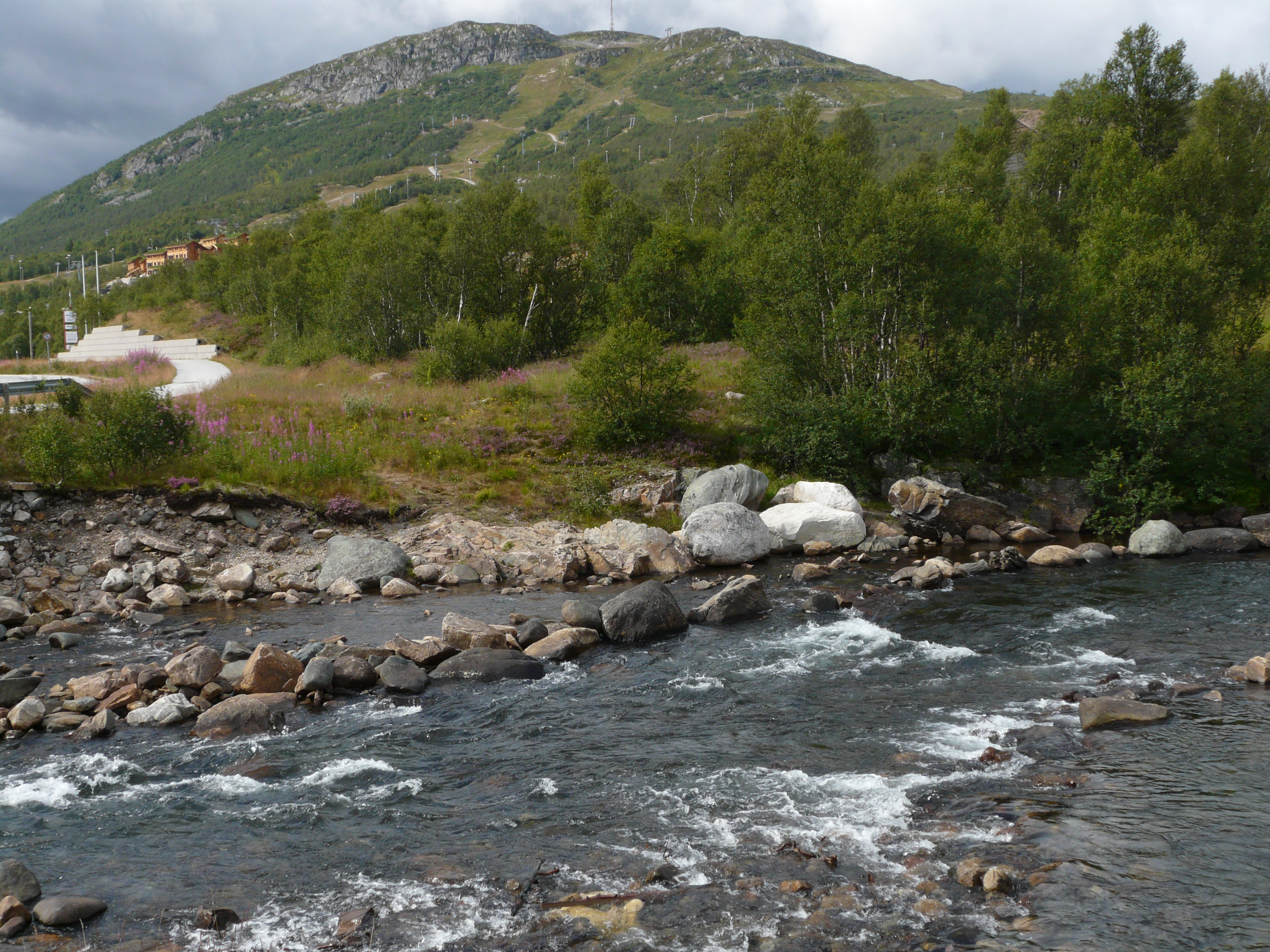
Umgebung von Hovden

Hovden ist eine Ortschaft mit 416 Einwohnern (2011) in der norwegischen Gemeinde Bykle im Fylke Agder. Die Ortschaft liegt im oberen Setesdal, an der Einmündung des Flusses Otra in den See Hartevatnet. Durch den Ort führt die Reichstraße Nr. 9 (Riksvei 9).
Der Ort ist als Zentrum eines großen alpinen und nordischen Skigebiets touristisch geprägt; mit rund 150 Kilometer Loipen ist das Gebiet das größte Skigebiet im südlichen Norwegen, und im Hovden Aqualand & Spa liegt die Wassertemperatur bei konstanten 30 Grad.
Während der Wikingerzeit wurde in Hovden aus Brauneisen und Holzkohle Eisen gewonnen, dieser Aspekt der Ortsgeschichte wird in einem Museum beleuchtet.